# Cheb

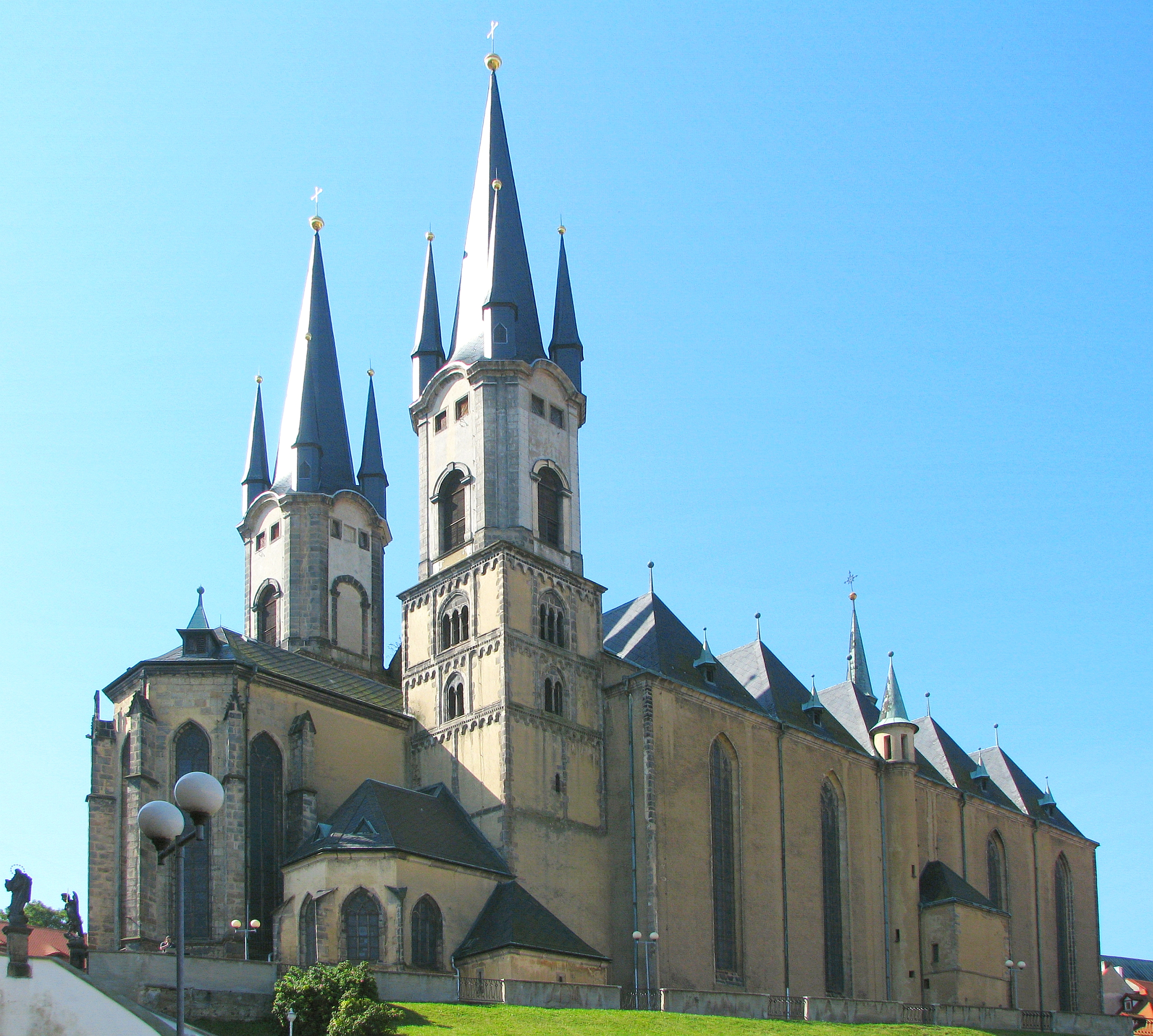
Igreja de São Nicolau e Isabel, fundada no século XIII, e reconstruída em 2008 com novas torres (cópias como 1869)

Cheb é uma cidade checa localizada na região de Karlovy Vary, distrito de Cheb‎.